# Scoparia triangulalis
Scoparia triangulalis là một loài bướm đêm trong họ Crambidae.